# Bernard I van Brandenburg
Bernard I van Brandenburg (ca. 970 - 1018) was een zoon van Diederik van Haldensleben. 
Bernard was graaf van Haldensleben en werd in 1009 markgraaf van de Noordmark, na de afzetting van Werner van Walbeck. In 1011 werd hij ook graaf van de Morazeni (op de rechteroever van de Elbe, tegenover Maagdenburg). In 1014 moest hij Werner van Walbeck voor het gerecht van de koning brengen. Volgens bisschop Thietmar van Merseburg was Bernard onbekwaam en oorlogszuchtig. Hij vocht tegen de Polen, het huis Walbeck en de bisschop van Haldensleben. Na een aanval op aartsbisschop Gero van Maagdenburg in 1016, deed die hem in de ban. De koning dwong Bernhard om barrevoets om vergeving te smeken en om een schadevergoeding van 500 zilveren ponden te betalen. Het is onduidelijk of alles toen in de minne is geschikt, want toen de koning op 19 februari 1017 hof hield te Maagdenburg, werd er nog gevochten tussen mannen van Bernard en Gero. Op 14 augustus 1018 kwam het tot een definitieve verzoening in Wanzleben. 
Bernard trouwde met een onbekende dochter van Vladimir van Kiev. Zij kregen de volgende kinderen:
- Thietbergis (-1018), geestelijke in Quedlinburg.
- Bernard II
- Othelindis (ca. 985 - Quedlinburg, 31 maart 1044), begraven te Quedlinburg, gehuwd met Dirk III van Holland